# Inge Feltrinelli
Inge Feltrinelli, nata Schönthal (Gottinga, 24 novembre 1930 – Milano, 20 settembre 2018), è stata un'editrice, fotografa e giornalista tedesca naturalizzata italiana.

## Biografia
Inge Schönthal, figlia di padre ebreo e madre protestante, intraprese ad Amburgo la carriera di fotoreporter e giornalista. Nel 1952 trascorse un lungo periodo a New York, ospite della pronipote di J. P. Morgan, riuscendo a fotografare, tra gli altri, Greta Garbo, Elia Kazan, John Fitzgerald Kennedy, Winston Churchill e a stringere amicizia con Erwin Blumenfeld. Tra le sue foto più celebri, quelle degli scrittori Ernest Hemingway, Edoardo Sanguineti, Allen Ginsberg, Günter Grass, Nadine Gordimer e dei pittori Pablo Picasso e Marc Chagall.
Nel 1958 conobbe Giangiacomo Feltrinelli che sposò nel 1960, seguendolo quindi a Milano. Dalla loro unione nacque poi il figlio Carlo. Dal 1969, quando il marito Giangiacomo Feltrinelli entrò in clandestinità e ancor più dopo la sua morte (1972), gestì l'omonima casa editrice. L'Università degli Studi di Ferrara le ha conferito una laurea honoris causa. Dalla sua fondazione è stata presidente della giuria italiana del Premio Raduga.